# Stawre Jada
Stawre Jada (mac. Ставре Јада; ur. 18 maja 1998) – macedoński biegacz narciarski i biathlonista.
Biegi narciarskie zaczął trenować w wieku 4 lat. Na arenie międzynarodowej zadebiutował 27 lutego 2013 podczas Mistrzostw Macedonii w swojej rodzinnej miejscowości, gdzie zajął 18. miejsce na dystansie 10 km stylem dowolnym. W Pucharze Świata jeszcze nie zadebiutował. W 2016 wystartował na igrzyskach olimpijskich młodzieży, na których zajął 34. miejsce na 10 km stylem dowolnym, 43. w crossie i 44. w sprincie. W 2017 wystąpił na mistrzostwach świata, na których był 113. w sprincie. W grudniu 2017 wypełnił normę kwalifikacyjną na igrzyska olimpijskie, na których był chorążym reprezentacji Macedonii. Wystąpił w dwóch konkurencjach: w sprincie stylem klasycznym, w którym zajął ostatnie, 79. miejsce z czasem 4:23,85 oraz w biegu na 15 km stylem dowolnym, w którym był 99. z czasem 42:14,2
Oprócz ojczystego języka macedońskiego posługuje się także serbochorwackim i angielskim.

## Biegi narciarskie

### Igrzyska olimpijskie
| Miejsce | Dzień     | Rok  | Miejscowość | Konkurencja              | Czas biegu  | Strata      | Zwycięzca              |
| ------- | --------- | ---- | ----------- | ------------------------ | ----------- | ----------- | ---------------------- |
| 79.     | 11 lutego | 2018 | Pjongczang  | Sprint stylem klasycznym | 3:05,75 min | –           | Johannes Høsflot Klæbo |
| 99.     | 16 lutego | 2018 | Pjongczang  | 15 km stylem dowolnym    | 33:43,9 min | +8:30,3 min | Dario Cologna          |

### Mistrzostwa świata
| Miejsce | Dzień     | Rok  | Miejscowość      | Konkurencja            | Czas biegu  | Strata | Zwycięzca              |
| ------- | --------- | ---- | ---------------- | ---------------------- | ----------- | ------ | ---------------------- |
| 113.    | 23 lutego | 2017 | Lahti            | Sprint stylem dowolnym | 3:13,76 min | –      | Federico Pellegrino    |
| 99.     | 21 lutego | 2019 | Seefeld in Tirol | Sprint stylem dowolnym | 3:21,17 min | –      | Johannes Høsflot Klæbo |

### Igrzyska olimpijskie młodzieży
| Miejsce | Dzień     | Rok  | Miejscowość | Konkurencja              | Czas biegu  | Strata      | Zwyciężczyni          |
| ------- | --------- | ---- | ----------- | ------------------------ | ----------- | ----------- | --------------------- |
| 43.     | 13 lutego | 2016 | Lillehammer | Cross                    | 2:59,56 min | –           | Magnus Kim            |
| 44.     | 16 lutego | 2016 | Lillehammer | Sprint stylem klasycznym | 2:55,39 min | –           | Thomas Helland Larsen |
| 34.     | 18 lutego | 2016 | Lillehammer | 10 km stylem dowolnym    | 23:04,8 min | +3:41,6 min | Magnus Kim            |

## Biathlon

### Mistrzostwa świata
| Rok  | Miejscowość | Konkurencje | Konkurencje | Konkurencje | Konkurencje | Konkurencje | Konkurencje | Konkurencje |
| Rok  | Miejscowość | IN          | SP          | PU          | MS          | RL          | MR          | SR          |
| ---- | ----------- | ----------- | ----------- | ----------- | ----------- | ----------- | ----------- | ----------- |
| 2019 | Östersund   | DNF         | 97.         | –           | –           | –           | –           | –           |

### Puchar Świata

#### Miejsca w poszczególnych konkursach
| Sezon 2018/2019                                                         |    |    |    |    |    |    |    |    |    |    |    |    |    |    |    |    |    |    |    |     |    |    |    |    |        |        |        |        |        |        |        |        |        |        |        |        |        |        |        |        |        |        |        |        |        |        |        |        |        |        |        |        |        |        |        |        |        |        |
| IN                                                                      | SP | PU | SP | PU | SP | PU | MS | SP | PU | SP | MS | SP | PU | MS | IN | SP | PU | SP | PU | IN  | MS | SP | PU | MS | punkty | punkty | punkty | punkty | punkty | punkty | punkty | punkty | punkty | punkty | punkty | punkty | punkty | punkty | punkty | punkty | punkty | punkty | punkty | punkty | punkty | punkty | punkty | punkty | punkty | punkty | punkty | punkty | punkty | punkty | punkty | punkty | punkty | punkty |
| -                                                                       | -  | -  | -  | -  | -  | -  | -  | -  | -  | -  | -  | -  | -  | -  | -  | -  | -  | 97 | -  | DNF | -  | -  | -  | -  | 0      | 0      | 0      | 0      | 0      | 0      | 0      | 0      | 0      | 0      | 0      | 0      | 0      | 0      | 0      | 0      | 0      | 0      | 0      | 0      | 0      | 0      | 0      | 0      | 0      | 0      | 0      | 0      | 0      | 0      | 0      | 0      | 0      | 0      |
| Legenda                                                                 |    |    |    |    |    |    |    |    |    |    |    |    |    |    |    |    |    |    |    |     |    |    |    |    |        |        |        |        |        |        |        |        |        |        |        |        |        |        |        |        |        |        |        |        |        |        |        |        |        |        |        |        |        |        |        |        |        |        |
| 1 2 3 11-40 poniżej 40 – – zawodnik nie wystartował                     |    |    |    |    |    |    |    |    |    |    |    |    |    |    |    |    |    |    |    |     |    |    |    |    |        |        |        |        |        |        |        |        |        |        |        |        |        |        |        |        |        |        |        |        |        |        |        |        |        |        |        |        |        |        |        |        |        |        |
| SP – sprint IN – bieg indywidualny PU – bieg pościgowy MS – bieg masowy |    |    |    |    |    |    |    |    |    |    |    |    |    |    |    |    |    |    |    |     |    |    |    |    |        |        |        |        |        |        |        |        |        |        |        |        |        |        |        |        |        |        |        |        |        |        |        |        |        |        |        |        |        |        |        |        |        |        |